# Slag (zuiger)
De slag van een zuiger is een aanduiding uit de motortechniek en pomptechniek die de afstand aangeeft tussen het bovenste dode punt en het onderste dode punt, oftewel de afstand die de zuiger aflegt in de cilinder. De slaglengte wordt bepaald door de krukas. Uit de slag en de boring kan de cilinderinhoud van een motor of zuigerpomp worden berekend.
Een motor waarvan de slag (gebruikelijk uitgedrukt in millimeters) groter is dan de boring, wordt aangeduid als 'lange slag motor'. Zijn boring en slag gelijk spreekt men van een 'vierkante motor' en wanneer de boring groter is dan de slag is de motor 'overvierkant'. Moderne motoren zijn 'overvierkant' omdat de zuigersnelheid een fysiek maximum kent. Bij een korte slag hoeft de zuiger minder afstand af te leggen en kan dus bij dezelfde zuigersnelheid een hoger toerental van de krukas worden bereikt.
Een tweede betekenis van het begrip 'slag' is: een fase in de werking van een zuigermotor. Tijdens zo’n slag vindt er een van de processen uit de thermodynamica plaats. Het geeft niet of de zuiger omhoog of omlaag gaat, het gaat om een beweging tussen de twee uiterste standen. Met name bij tweetaktmotoren kan de cilinder zelfs horizontaal staan.
De viertaktmotor dankt zijn naam aan de 4 verschillende slagen die elkaar in de tijd opvolgen:
1. De inlaatslag: brandstof en lucht worden via de inlaatkleppen de verbrandingsruimte binnengezogen.
2. De compressieslag: brandstof en lucht worden samengeperst tot een bijzonder ontvlambaar mengsel. Bij dieselmotoren volgt ontbranding spontaan, vanwege de temperatuursverhoging bij het samenpersen. Bij mengselmotoren is een vonk nodig van een bougie.
3. De arbeidsslag: door de ontbranding en de daarop volgende drukverhoging in de verbrandingsruimte wordt de zuiger met kracht naar beneden gedrukt. Deze kracht wordt overgebracht via de krukas naar de aandrijfas.
4. De uitlaatslag: verbrandingsgassen worden uitgestoten via de uitlaatkleppen naar de uitlaat.

Na de uitlaatslag volgt weer de inlaatslag.